# Patten
Patten és una població dels Estats Units a l'estat de Maine (EUA). Segons el cens del 2000 tenia 1.200 habitants.

## Demografia
Segons el cens del 2000, Patten tenia 1.111 habitants, 468 habitatges, i 313 famílies. La densitat de població era d'11,2 habitants/km².
Dels 468 habitatges en un 27,8% hi vivien nens de menys de 18 anys, en un 55,8% hi vivien parelles casades, en un 5,8% dones solteres, i en un 33,1% no eren unitats familiars. En el 26,9% dels habitatges hi vivien persones soles el 13,2% de les quals corresponia a persones de 65 anys o més que vivien soles. El nombre mitjà de persones vivint en cada habitatge era de 2,31 i el nombre mitjà de persones que vivien en cada família era de 2,76.
Per edats la població es repartia de la següent manera: un 21,4% tenia menys de 18 anys, un 4,9% entre 18 i 24, un 25,3% entre 25 i 44, un 28,6% de 45 a 60 i un 19,8% 65 anys o més.
L'edat mediana era de 44 anys. Per cada 100 dones de 18 o més anys hi havia 91,4 homes.
La renda mediana per habitatge era de 26.900 $ i la renda mediana per família de 35.000 $. Els homes tenien una renda mediana de 27.656 $ mentre que les dones 15.987 $. La renda per capita de la població era de 14.384 $. Entorn del 12,4% de les famílies i el 17,9% de la població estaven per davall del llindar de pobresa.